# Université nationale d'Ukraine occidentale
L'université nationale d'Ukraine occidentale (en ukrainien : Західноукраїнський національний університет) est une université publique située à Ternopil, dans l'Ouest de l'Ukraine.

## Histoire

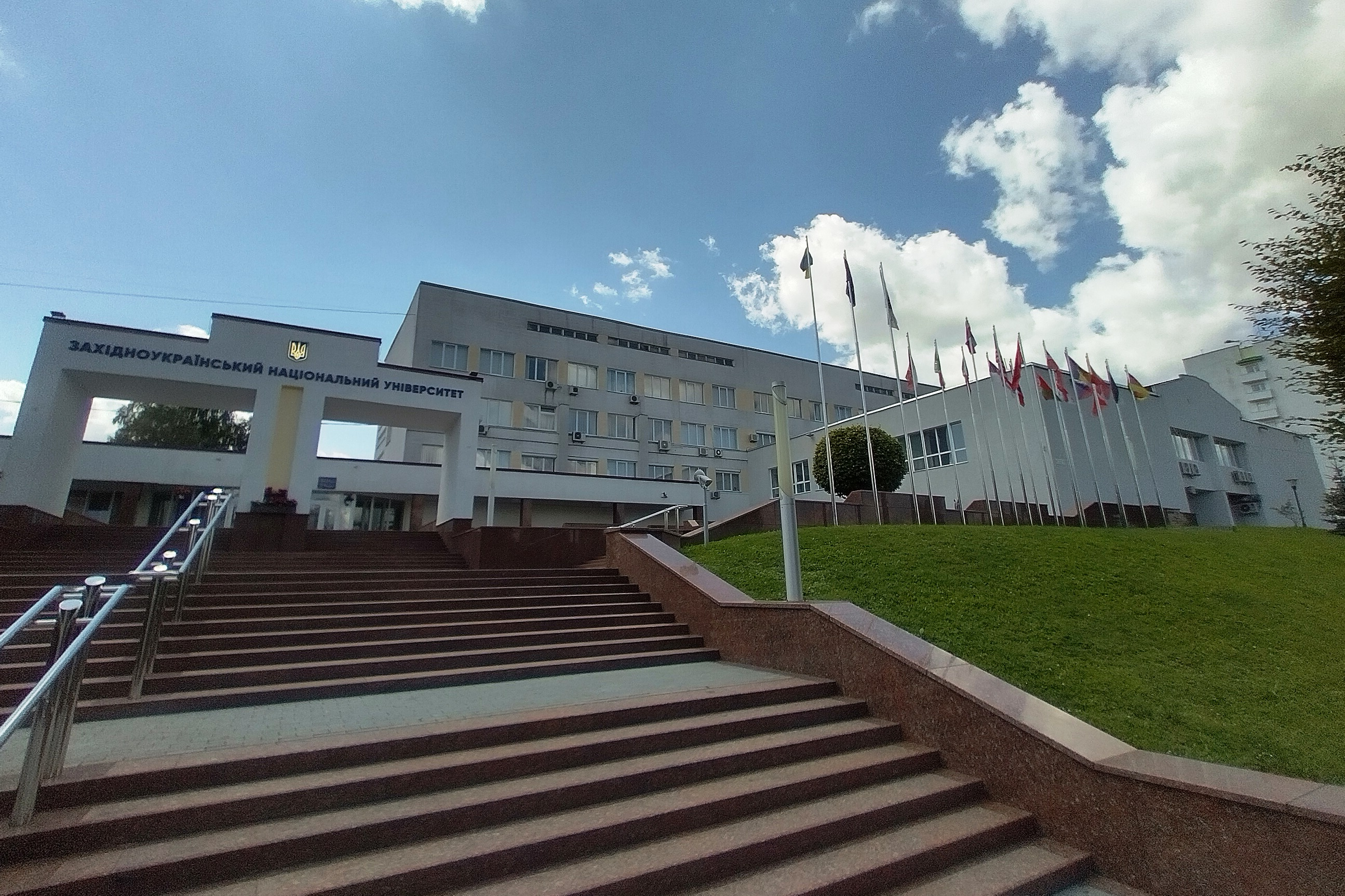
Bâtiment principal de l'université.

Initialement fondée en tant qu'antenne de l'université nationale d'économie de Kiev, l'université nationale d'Ukraine occidentale est indépendante depuis 1971.

## Organisation
L'université est actuellement constituée de dix départements.

### Anciens élèves
- Rouslan Kochoulynsky,
- Viktoria Tkatchouk,
- Kirill Stremooussov.

### En images

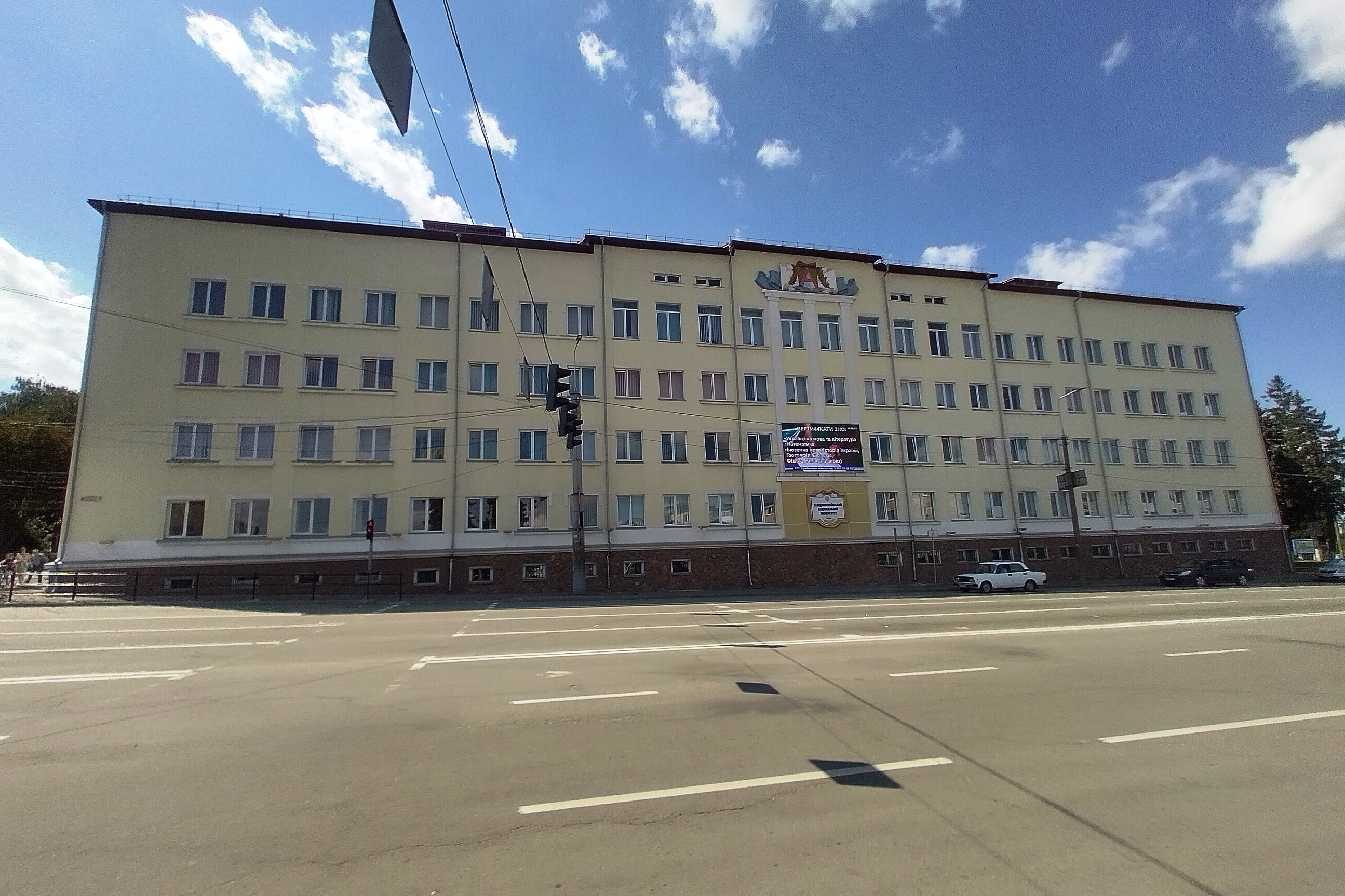
Bâtiment de la place Peremohy.
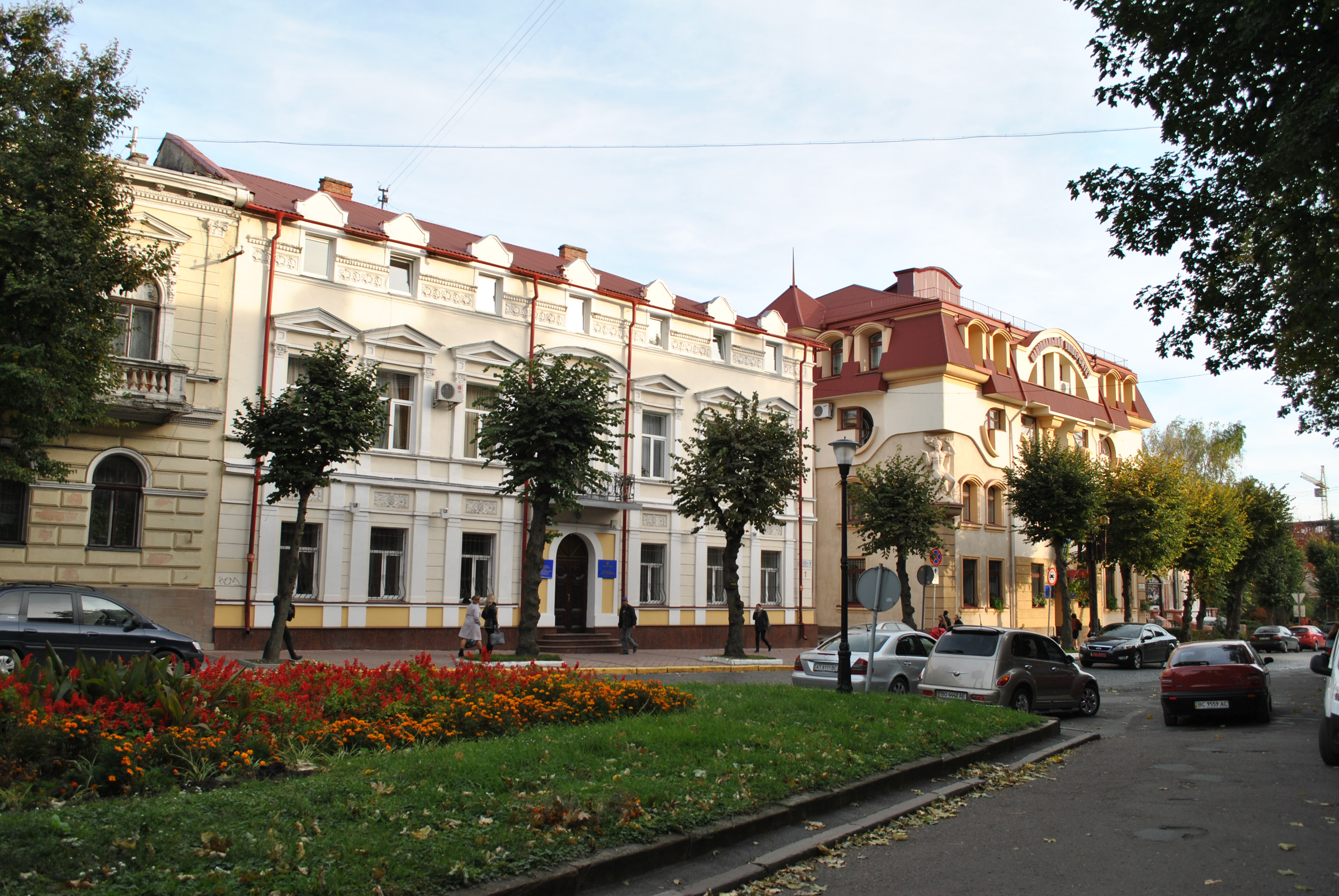
Eurocentre sur le boulevard Chevtchenko, classé au registre national des monuments immeubles d'Ukraine[1],[2].
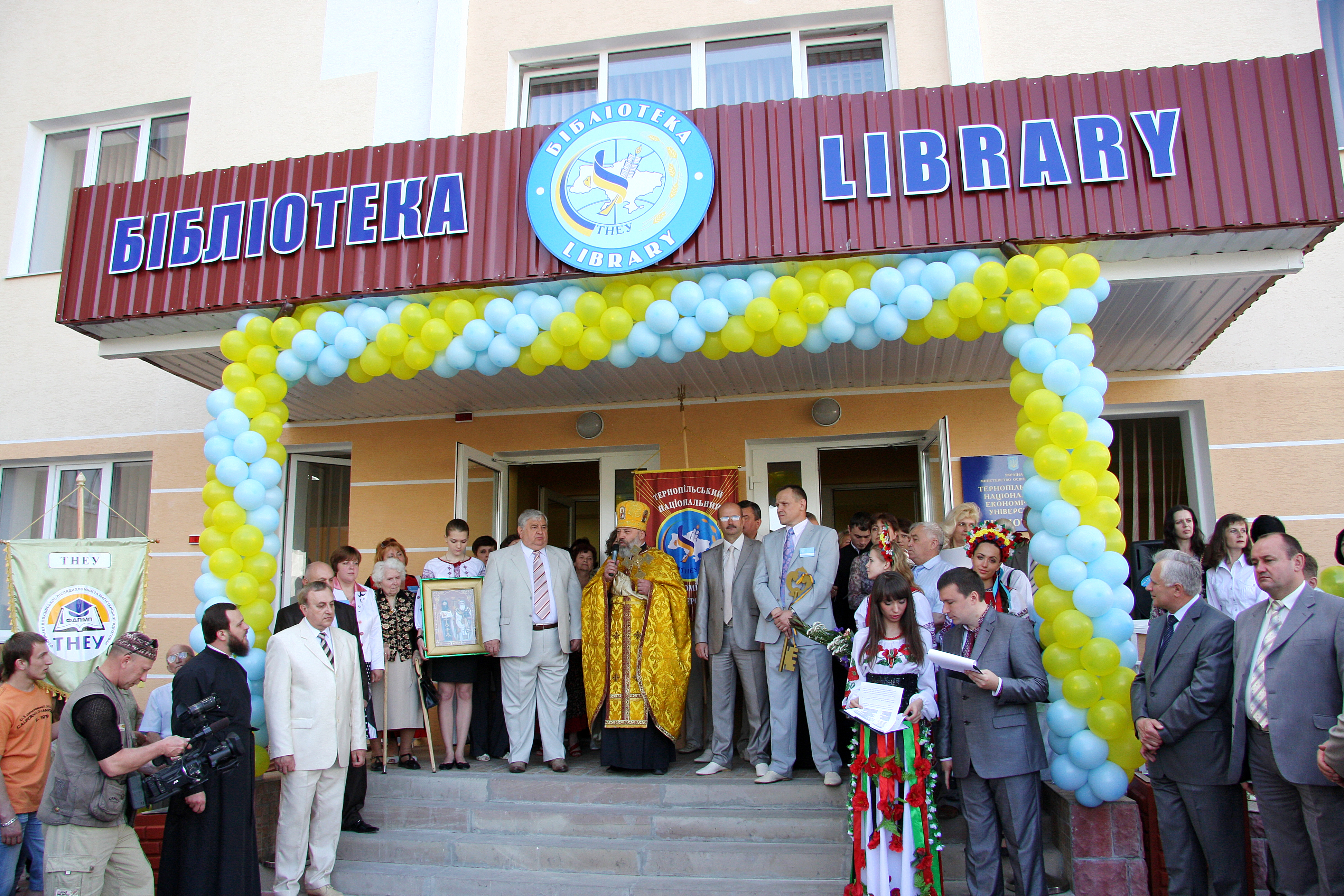
Bibliothèque de l'université.